# Ч
Ч, ч («че») — літера кирилиці. У мовах, що її використовують, позначає глухий заясенний африкат [t͡ʃ], глухий ясенно-твердопіднебінний африкат [t͡ɕ] або глухий ретрофлексний африкат [ʈ͡ʂ]. Наявна в усіх кириличних абетках.

## Історія
Ч належить до нових літер кирилиці. Ймовірно зразком для створення цієї літери стала грецька літера Υ (іпсилон). Також можливо, що ч походить від гебрейської літери צ / ץ (цаді).
Франциск Скорина для літери ч використовував грецьку літеру Ϙ ϙ, Ϟ ϟ «коппа» у варіанті написання Ҁ, ҁ.
- старословянська — «чрьвь» . 27-а літера абетки.
- церковнослов'янська — «чѣрвь» . 26-а літера абетки.

Числове значення ч в кирилиці — 90 (з XIV століття), в глаголиці — 1000.

## В абетці української мови
У сучасній українській мові — 28-а літера абетки, позначає глухий заясенний африкат (глухий передньоязиковий шумний). Може бути твердим (час, сич) і м'яким (чіп, ніччю).

### Звуки
- [t͡ʃ] (ч) — глухий піднебінно-ясенний (заясенний) африкат
- [ʈ͡ɕ] (м'який ч) — глухий ясенно-твердопіднебінний африкат
- [ʈ͡ʂ] (твердий ч) — глухий ретрофлексний африкат

## Мови

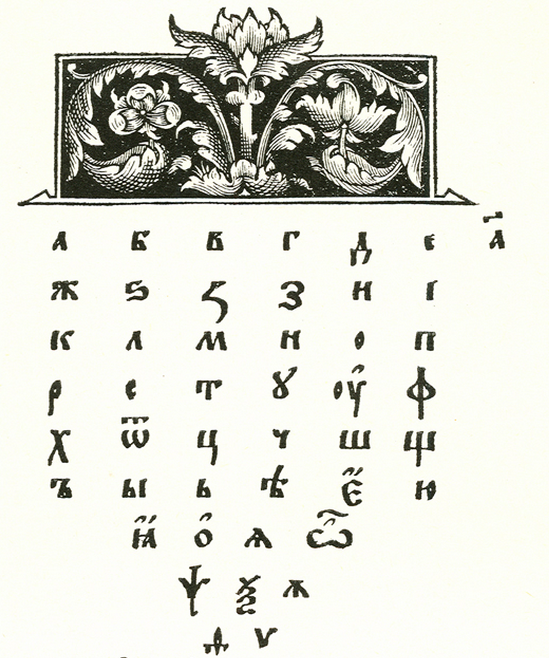
Літери кирилиці включно з «Ч» в «Букварі» Івана Федорова (1574)

| Мова              | МФА       | № в абетці |
| ----------------- | --------- | ---------- |
| білоруська        | /ʈ͡ʂ/      | 26         |
| болгарська        | /t͡ʃ/      | 24         |
| казахська         | /t͡ɕ/      | 24         |
| киргизька         | /t͡ʃ/      | 28         |
| кримськотатарська | /t͡ʃ/      | 25         |
| македонська       | /t͡ʃ/      | 29         |
| монгольська       | /t͡ʃ/      | 27         |
| російська         | /t͡ɕ/      | 25         |
| сербська          | /t͡ʃ/-/ʈ͡ʂ/ | 28         |
| таджицька         | /t͡ʃ/      | 29         |
| українська        | /ʈ͡ʂ/      | 28         |
| чорногорська      | /t͡ʃ/-/ʈ͡ʂ/ | 30         |

### Російська
В сучасній російській мові ч ([ч'е]/[t͡ɕe]) — 25-а літера абетки. Вона позначає глухий ясенно-твердопіднебінний африкат /t͡ɕ/, м'який шиплячий приголосний. У діалектах та індивідуальній вимові також зустрічаються тверді [t͡ʃ] і [ʈ͡ʂ].
- Асиміляція

1. Сполучення жч, здч, зч, сч, шч, стч вимовляються як довгий звук /ɕː/ [ш̅’] (подібно «щ»).
Наприклад: счастье [ˈɕːæsʲtʲjə], извозчик, мужчина.
2. Сполучення чн інколи вимовляється як шн ([шн] / [ʂn])
Наприклад: конечно, нарочно.
3. Сполучення чт інколи вимовляється як шт ([шт] / [ʂt])
Наприклад: чтобы, ничто.
4. Сполучення тч і подвоєне чч вимовляється як ттч ([ттч] / [tːɕ])
Наприклад: отчество, ничто.

### Українська
У давньоруській мові ч позначав м'який шиплячий приголосний, глухий ясенно-твердопіднебінний африкат /t͡ɕ/. Через цю особливість в тогочасній орфографії спеціальне вказування його палатальної вимови не було обов'язковим. Тому поряд з ѥ, ѧ, ю після ч писали також є, а, у. Наприклад, чѧдо—чадо [t͡ɕadɔ], чюдити—чудити [t͡ɕudɪtɪ]. У пізньому середньовіччі й новому часі в староукраїнській мові відбулася часткова депалаталізація шиплячих, внаслідок чого ч перетворився на /t͡ʃ/.
В сучасній українській мові ч ([че]/[t͡ʃe])— 28-а літера абетки. Вона позначає глухий заясенний африкат /t͡ʃ/, твердий шиплячий приголосний. В індивідуальній вимові та діалектах також зустрічається м'який шиплячий /t͡ɕ/ (галицько-буковинська група говорів, степовий говір, слобожанський говір). Має акустичною парою дзвінкий дж [d͡ʒ].
- Асиміляція

1. Сполучення дч ([д] + [ч] / [d] + [t͡ʃ]) вимовляється як джч ([д͡жч] / [d͡ʒt͡ʃ])[9]
Наприклад: відчинити [vʲid͡ʒt͡ʃɪnˈɪ̞tɪ].
2. Сполучення зч ([з] + [ч] / [z] + [t͡ʃ]) вимовляється як жч ([жч] / [ʒt͡ʃ])[10][11] у середині слова, а на початку слова — як шч ([шч] / [ʃt͡ʃ])[10].
Наприклад: безчесний [beʒt͡ʃtˈesnɪj], зчистити [ʃt͡ʃˈɪstɪ̞tɪ].
3. Сполучення стч ([с] + [т] + [ч] / [s] + [t] + [t͡ʃ]) вимовляється як шч ([шч] / [ʃt͡ʃ]).
Наприклад: невістчин [nevʲˈiʃt͡ʃɪ̞n].
4. Сполучення тч ([т] + [ч] / [t] + [t͡ʃ]) вимовляється як довге ч ([ч:] / [t͡ʃː])[11][10].
Наприклад: вітчизна [vit͡ʃːɪzna], квітчати [kvit͡ʃːˈatɪ].
5. Сполучення чн ([ч] + [н] / [t͡ʃ] + [n]) вимовляється як шн ([шн] / [ʃn]) у деяких народно-побутових словах.
Наприклад: сонячний [sˈonʲaʃnɪj], молочний [mɔlˈoʃnnɪj].
6. Сполучення чс ([ч] + [с'] / [t͡ʃ] + [sʲ]) вимовляється як м'яке цс ([ц'с'] / [t͡sʲsʲ])[10].
Наприклад: не морочся [ne morˈot͡sʲsʲa].
7. Сполучення чц ([ч] + [ц'] / [t͡ʃ] + [t͡sʲ]) вимовляється як довге м'яке ц ([ц':] / [t͡sʲː])[10][12].
Наприклад: дочка [dɔt͡ʃkˈa] — дочці [dɔt͡sʲːˈi], хусточка [хˈustɔt͡ʃkˈa] —ху́сточці [хˈustɔt͡sʲːˈi].

- Палаталізація

1. ч напівпом'якшується ([t͡ʃʲ]) в позиції перед і, під час подвоєння[13][14], перед я, ю в словах іноземного походження і деяких питомо українських словах[15][16]
Наприклад: очі [ˈot͡ʃʲ], обличчя [oblˈɪt͡ʃʲːa], ніччю [nˈit͡ʃʲːu], Чілібі [t͡ʃʲilibˈi], Чюрльоніс [t͡ʃʲurlʲːˈonis].

- Чергування

1. ч чергується з к ([k], глухий м'якопіднебінний проривний)[17][18].
Наприклад: рік — річний — річниця; рука — ручний.

## Латинка
Відповідники в латинській абетці.
- č — латинська с з гачеком[19]; чеська, а також вепська, карельська, латиська, литовська, північносаамська мова, словацька, словенська, хорватська мови. Знак для офіційної транскрипції ч в білоруській, македонській, паннонсько-русинській, сербській, черногорській мовах.
- ç — латинська с з седиллю; тюркські мови (турецька, кримськотатарська), албанська мова.
- ch [t͡ʃ] — англійська мова[19]. Знак для офіційної транскрипції ч в болгарській, російській, українській, чувашській мовах.
- tsch [t͡ʃ] — німецька мова.
- cz [ʈ͡ʂ], ć [t͡ɕ] — польська мова[20][21].

## Таблиця кодів
| Кодування    | Регістр | Десятковий код | 16-ковий код | Вісімковий код | Двійковий код     |
| ------------ | ------- | -------------- | ------------ | -------------- | ----------------- |
| Юнікод       | Велика  | 1063           | 0427         | 002047         | 00000100 00100111 |
| Юнікод       | Мала    | 1095           | 0447         | 002107         | 00000100 01000111 |
| ISO 8859-5   | Велика  | 199            | C7           | 307            | 11000111          |
| ISO 8859-5   | Мала    | 231            | E7           | 347            | 11100111          |
| KOI 8        | Велика  | 254            | FE           | 376            | 11111110          |
| KOI 8        | Мала    | 222            | DE           | 336            | 11011110          |
| Windows 1251 | Велика  | 215            | D7           | 327            | 11010111          |
| Windows 1251 | Мала    | 247            | F7           | 367            | 11110111          |